# Het zingen van een lied
Het zingen van een lied is een hoorspel van Jean-Pierre Plooij. De KRO zond het uit in het programma Spektakel/Theater op dinsdag 19 september 1978, van 21:00 uur tot 21:50. Dirk Dekker zorgde voor de arrangementen. De regisseur was Jean-Pierre Plooij.

## Rolbezetting
- Hans Veerman (de spreker)
- Dirk Dekker (de zanger-pianist)

## Inhoud
Een pianist en een spreker die wil zingen. De pianist zet het voorspel in. De spreker kan de pianist niet zien en weifelt. Dan moduleert de pianist naar een ander voorspel. De spreker moet zich heroriënteren en weer verandert de muziek. “Ik wil zingen!” roept de spreker en hij benoemt allerlei onderwerpen voor het aanstaande lied. De pianist heeft heel andere voorkeuren en in telkens wisselende voorspelen probeert hij deze op te dringen. Uiteindelijk houdt dit tweegevecht op omdat de spreker de muziek heeft weggedraaid. Een nederlaag, omdat het verlangen “Ik wil zingen” zonder begeleiding belachelijk is geworden. De spreker verbloemt de nederlaag door te praten over mensen die hij wel kan zien. Het blijkt echter, dat hij voor een spiegel staat en zichzelf beschrijft. Trapsgewijs wordt de hoeveelheid spiegels vermeerderd totdat e spreker geheel door spiegels is ingesloten. De vermeerdering van de spiegels wordt gemarkeerd door liederen die de pianist zelf zingt. Deze liederen zijn een tegenpool van het individualistische gewriemel van de spreker: strijdliederen over de opbouw van een gemeenschappelijke toekomst. Steeds moeilijker kan de spreker de zanger-pianist wegdraaien, onverstaanbaar maken, terwijl hijzelf in beeld en geluid eveneens misvormd wordt. Uiteindelijk zal hij de pianist als bevrijder uit zijn isolement te hulp roepen. Pas na zijn bevrijding zal hij kunnen zingen…